# Бото Ґреф
Франц Бото Ґреф (нім. Franz Botho Graef; 12 жовтня 1857, Берлін — 9 квітня 1917, Кеніґштайн) — німецький археолог, історик мистецтва та педагог.

## Біографія

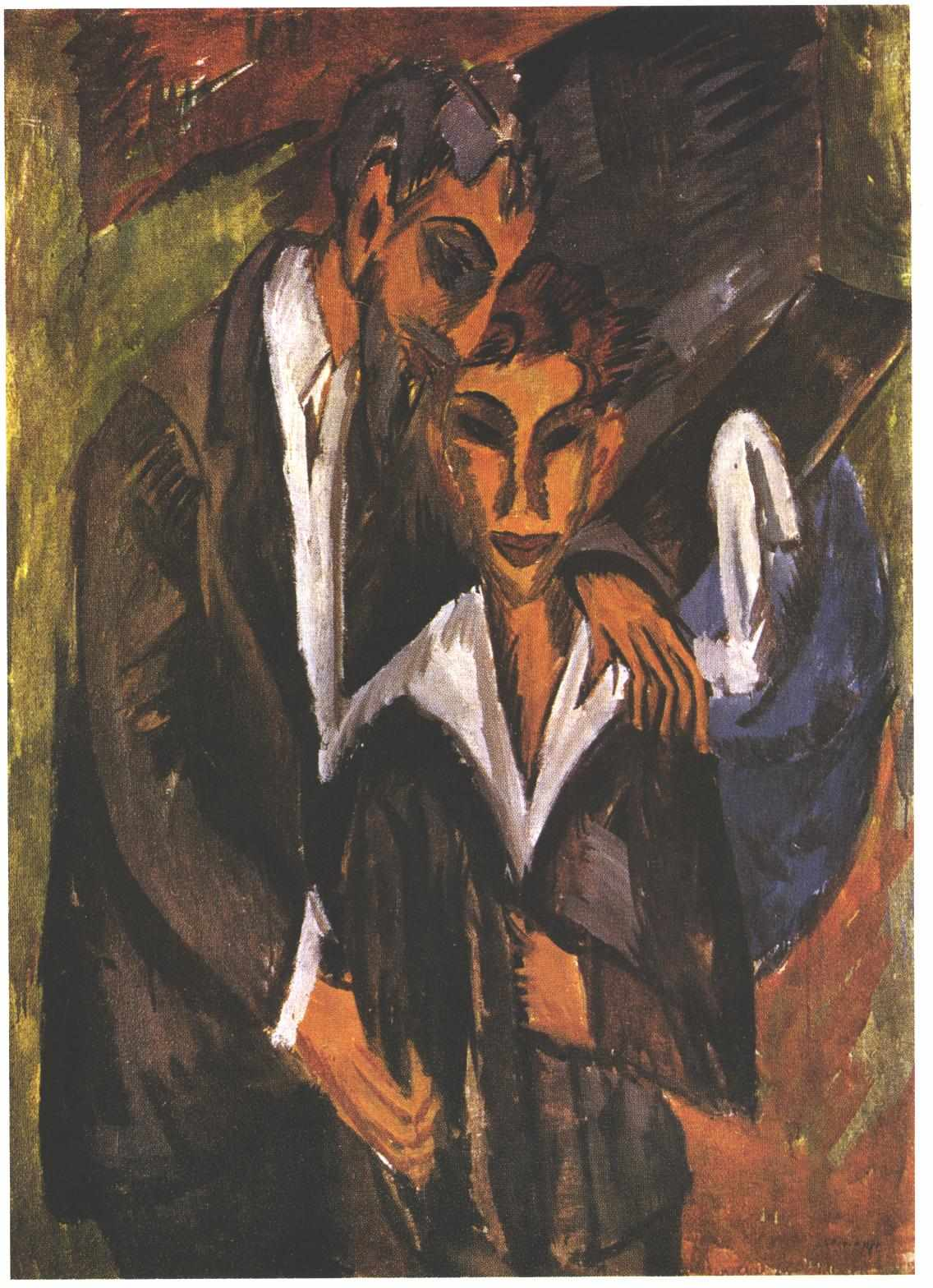
Ернст Кірхнер. Бото Ґреф і його юний друг (1914).

Народився в родині художників Густава Ґрефа і Франциски Лібрейх. Брат художниці Сабіни Ґреф-Лепсіус, племінник офтальмолога Ріхарда Лібрейха і фармаколога Оскара Лібрейха.
Вивчав класичну філологію і археологію в Берлінському університеті імені Фрідріха Вільгельма і Грайфсвальдському університеті. Під час навчання брав участь в археологічних розкопках і дослідницьких поїздках до Італії, Греції та Малої Азії. У Берліні отримав докторський ступінь. З 1889 роки читав лекції в Берлінському університеті.
У 1904—1917 роках — ад'юнкт-професор класичної археології та історії мистецтв в Єнському університеті.
Основний інтерес Ґрефа був присвячений історії мистецтва Стародавньої Греції. Майже всі його численні невеликі есе були видані Німецьким археологічним інститутом, багато з них присвячені давньогрецькій скульптурі або кераміці. Серед них були ще не досліджені до нього по Гераклові з Скопаса (1889) і портрет Антіоха Сотера (Щорічник Німецького археологічного інституту, 1902).
Бото Ґреф помер в 1917 році від серцевого нападу на курорті Кеніґштайн. Його друг художник-експресіоніст Ернст Кірхнер після його смерті пожертвував музею Єни в пам'ять про Бото Ґрефе 260 своїх гравюр по дереву, літографій і офортів. Нині Фонд Бото Грефа — один з найцінніших в колекції Єнского художнього музею.

## Деякі праці
- Die Zeit der Kodrosschale, 1898
- Hodlers und Hofmanns Wandbilder in der Universität Jena. Eugen Diederichs Verlag, Jena, 1910.
- Анрі Клеменс ван де Вельде In: Der Bücherwurm. Monatsschrift für Bücherfreunde. Verlag der Bücherwurm, Dachau, 1913.
- Die antiken Vasen von der Akropolis zu Athen, Bd. I—II, de Gruyter, Berlin, 1925—1933 (у співавт., посмертно).
- Tafeln, 1933 (у співавт., посмертно)